# San Jerónimo (Antioquia)
Pour les articles homonymes, voir San Jerónimo.
San Jerónimo est une municipalité située dans le département d'Antioquia, en Colombie.